# Störpfanne
Die Störpfanne war eine Salzsiedepfanne, die zum intensiven Aufkochen von Salzsole verwendet wurde.
Der Zweck der Störpfanne war, die Salzsole durch mehrmaliges Aufkochen (mindestens 6 mal in 24 Stunden), zu einer höheren Salzkonzentration zu bringen. Im Laufe dieses Prozesses wurde immer wieder neue Sole nachgefüllt, bis der Salzgehalt für die anderen Salzsiedepfannen ausreichte, wo alsdann die Kristallisation langsamer und endgültig erfolgen konnte. Dieser Vorgang wurde als Stören bezeichnet. 
Die Störpfanne war höher angeordnet als die Siedepfannen, so dass die Sole leicht weiter geleitet werden konnte. Das Umfüllen von einer Pfanne in die nächste erfolgte über eine Holzrinne oder ein Kupferrohr. In diesem Schritt konnten auch Unreinheiten oder Schaum mithilfe eines Schutzkorbes entfernt oder gewünschte Komponenten beigemengt werden.
Zu einer Störpfanne gehörten oft drei Siede- oder Soggepfannen. Die Störpfanne hatte Ausmaße von etwa 3 mal 10 m, wobei der Solespiegel darin auf circa 1 m gehalten wurde. Die Füllmenge entsprach demnach 30 m³, wofür 180 Zentner Rohsalz als Inhalt benötigt wurden. Die Pfanne war in verschiedene Becken unterteilt. Das verwendete Blech der Pfanne hatte eine Stärke von 2,5 bis 3 mm und alle Verbindungen der Teilbleche waren genietet. 
Später ging man dazu über, direkt in den Salzsiedepfannen zu „stören“.